# Batalla de Tornavento
La batalla de Tornavento se libró el 22 de junio de 1636 durante la Guerra franco-española (1635-1659), dentro del contexto de la Guerra de los Treinta Años (1618-1648) entre una coalición franco-saboyana y España.
En 1636, el cardenal Richelieu convenció a Víctor Amadeo I, duque de Saboya, para lanzar una ofensiva contra el ducado de Milán bajo dominio español.
El ejército francés cruzó el río Ticino, entre Oleggio y Lonate Pozzolo pero, al ser avistado por un ejército español superior, se atrincheraron para esperar a sus aliados de Saboya.
El 22 de junio, los españoles atacaron, pero fueron rechazados tras la llegada del ejército de Vittorio Amedeo I. Tras varias horas de ardua batalla, ambos bandos sufrieron los efectos de las pérdidas, del cansancio y de la falta de agua, especialmente los españoles. Los combates en el calor del verano fueron salvajes y sangrientos, en un brezal descrito por los oficiales españoles como "sin árboles, y con falta de agua".
Con la noche próxima, los comandantes españoles y sus tropas abandonaron el campo de batalla y se retiraron a Boffalora para reorganizarlas. Las huestes franco-saboyanas no les siguieron y permanecieron algunos días cerca Tornavento, saqueando pueblos cercanos y dañando un canal, pero decidió retirarse del territorio milanés entre el 10 y el 15 de julio, tras fracasar en la toma de Angera y Varese.
Poco fue logrado con esta batalla, y la invasión de Lombardía resultó ser un completo fracaso. Después de todas estas muertes, saqueos, ruinas y sufrimiento, nada había cambiado: el ducado de Milán permaneció en manos de los españoles hasta el año 1707. Cuando es repartido entre Saboya y el Imperio. Durante la guerra de sucesión española. 
Según crónicas españolas, con licencia de su autor:  
"Amaneció el domingo 22 de junio, profetizado por los astrólogos como grande, se pasó la noche en batalla, dábase prisa el Duque de Saboya por acabar el puente y nuestros oficiales porque acabase de llegar la infantería que venía, aun así se formaron con la infantería 9 escuadrones con menos de 6000 hombres, de caballería con Gambacurta con 4500 caballos aunque no pudiendo pelear bien a espaldas de la infantería por la estrechez del sitio.
El Marqués de Leganés se pasó al cuerno derecho delante del tercio de españoles de Nápoles que iban en vanguardia y había de ser el primero en atacar al enemigo. Tenía el Duque de Criqui por frente, y al lado del foso izquierdo el foso de Pamperdú, a la derecha un bosque y el Navillo, que sale del Tessin a espaldas del mismo río, un poco apartada la Casa de Tornabento.
Puso sus escuadrones la mayor parte en lo alto de la cuesta, que hace el Valle del Tessin, habían levantado algunas trincheras así en lo alto y en las praderías de abajo, con que cerraba todo su cuartel, la caballería a su lado izquierdo a la entrada de un bosque que por aquella zona fortalecía también el cuartel.
Salió una manga de mosquetería del tercio de Nápoles que atacó al enemigo, tras ellas un escuadrón de picas y todos los de la vanguardia compuesta de españoles, italianos y alemanes, asaltando al enemigo con valor y le ganaron todos los puestos de fuera de las fortificaciones, un molino que tenía el Tessin en lo bajo de la cuesta, una acequia de agua, y muchos soldados entraron en los cuarteles de los enemigos trayendo presas, sin pasar el alto foso, se tiraban con las picas y las espadas, se comenzó a pelear a 4 horas ya de día, duró hasta 3 horas de la noche cerca de las 11, con que 15 horas continuas se peleó sin cesar, sin haberse visto antes en esta de Italia y quien sabe de cuantas campañas más, por la desventaja del puesto, la desigualdad del número 6000 contra 14.000 infantes de Francia y Saboya, pone esta acción en los límites de la incredulidad.....
Otra crónica dice: Después de retirado nuestro ejército a Villagrassa se pasó muestra de toda la gente y se halló por los oficiales que habían muerto hasta 200 y 600 heridos, entre los muertos el valiente Gerardo Gambacurta General de la caballería, y 23 capitanes muertos o heridos. De los enemigos según aviso de personas de crédito, fidedignas de Turín y otra de Casal, que son sus muertos 3000 y otros tantos heridos con 35 capitanes muertos y 4 maestres de campo, y el Duque de Saboya herido en una pierna."